# Sonnet 12

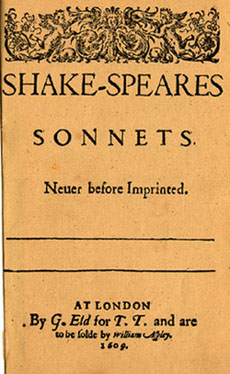
Sonnetten van Shakespeare, 1609

Sonnet 12 maakt deel uit van de sonnetten van Shakespeare die voor de eerste keer in 1609 werden gepubliceerd. Het is het twaalfde uit de reeks van 17 sonnetten van Shakespeare die in het Engels de procreation sonnets (letterlijk: voortplantings-sonnetten) worden genoemd. Ze zijn geschreven voor een jongeman, en raden hem dringend aan snel te gaan trouwen en kinderen te krijgen, zodat hij zijn schoonheid kan doorgeven aan de volgende generatie. 
In Sonnet 12 wordt stilgestaan bij de vergankelijkheid, met typische symbolen als de klok, een verflenste bloem, een kale boom, herfst, enzovoort. Aan het begin van het derde kwatrijn is er een volta: de dichter bekent dat ook de jonge man aan wie het gedicht gericht is, met de tijd zal vergaan. De enige manier om dat proces tegen te gaan, suggereert de dichter in de twee laatste regels, is door zich voort te planten.

## Shakespeares tekst
| Sonnet 12 When I do count the clock that tells the time, And see the brave day sunk in hideous night; When I behold the violet past prime, And sable curls all silvered o'er with white; When lofty trees I see barren of leaves, Which erst from heat did canopy the herd, And summer's green all girded up in sheaves Borne on the bier with white and bristly beard: Then of thy beauty do I question make That thou among the wastes of time must go, Since sweets and beauties do themselves forsake, And die so fast as they see others grow; And nothing 'gainst time's scythe can make defense Save breed to brave him when he takes thee hence. |

## Vertaling
Wanneer ik het uurwerk dat de tijd aangeeft aflees
En de schitterende dag in de afgrijselijke nacht zie verzinken,
Wanneer ik het uitgebloeide viooltje aanschouw
En zwarte lokken helemaal vergrijsd zijn,
Wanneer ik hoge bomen zie, ontdaan van hun bladeren,
Die de kudde eertijds van schaduw voorzagen,
En het zomergroen, in schoven gebundeld,
Met borstelige, witte baarden op draagbaren weggedragen;
Dan dient jouw schoonheid zich als kwestie aan:
Dat jij met het afval der tijd zal verdwijnen,
Omdat al wat zoet en mooi is nu eenmaal heengaat,
En zo snel sterft als ze anderen zien groeien,
En niets kan de sikkel des Tijds weerstaan
Dan nageslacht, om hem te trotseren wanneer jij heengaat.